# Gould Spur
Gould Spur är en bergstopp i Antarktis. Den ligger i Västantarktis. Chile gör anspråk på området. Toppen på Gould Spur är 1 617 meter över havet.
Terrängen runt Gould Spur är huvudsakligen kuperad, men åt sydväst är den platt. Trakten är obefolkad. Det finns inga samhällen i närheten.